# Tricosantina

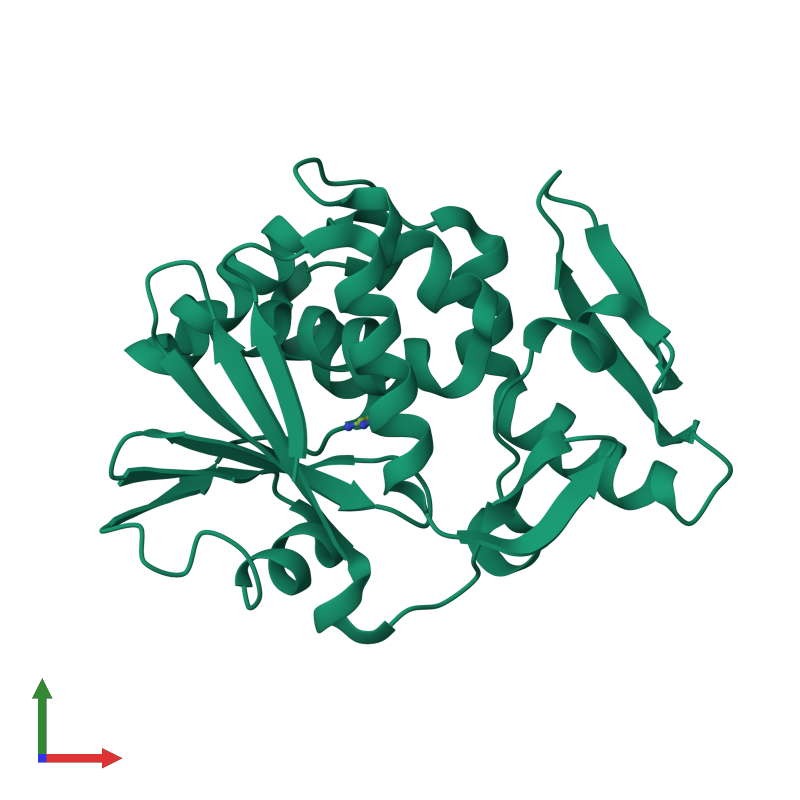
Estructura de la tricosantina RIP.

Tricosantina  es una proteína inactivadora de ribosomas.
Puede ser aislada de la planta Trichosanthes kirilowii.
Es también un principio activo abortivo.